# Elisa Di Eusanio
Elisa Di Eusanio (Teramo, 12 agosto 1980) è un'attrice italiana.

## Biografia
Si diploma al liceo classico Melchiorre Delfico di Teramo e trascorre infanzia e adolescenza nel laboratorio di arte e spettacolo della madre, dove frequenta corsi di danza. Nel 1998 frequenta la scuola di teatro "Spazio tre" di Teramo gestita da Silvio Araclio. Dopo il diploma si trasferisce a Roma e viene ammessa all'Accademia nazionale d'arte drammatica "Silvio D'Amico", dove si diploma in qualità di attrice nel 2002. Nello stesso anno vince il premio Salvo Randone di Siracusa, come miglior attrice emergente.
Successivamente entra nella compagnia di Carlo Giuffré e interpreta il ruolo di Gemma nella pièce Miseria e nobiltà per due stagioni. L'esordio al cinema avviene con Come tu mi vuoi (2007), dove il regista Volfango De Biasi la sceglie per il ruolo di Sara. Nel 2008 è nella serie TV Chirurgia d'urgenza di Alessandro Piva, in seguito chiamata La scelta di Laura (2009), mentre nel 2017 viene scelta da Carlo Verdone per il suo film Benedetta follia e in seguito sarà lo stesso Verdone a segnalarla su Rb Casting nella rubrica Occhio al talento.

## Filmografia

### Cinema
- Come tu mi vuoi, regia di Volfango De Biasi (2007)
- Henry, regia di Alessandro Piva (2010)
- Good As You - Tutti i colori dell'amore, regia di Mariano Lamberti (2012)
- Il volto di un'altra, regia di Pappi Corsicato (2012)
- La mossa del pinguino, regia di Claudio Amendola (2013)
- La buca, regia di Daniele Ciprì (2014)
- La mia famiglia a soqquadro, regia di Max Nardari (2016)
- Innamorati di me, regia di Nicola Prosatore (2017)
- Benedetta follia, regia di Carlo Verdone (2018)
- Troppa grazia, regia di Gianni Zanasi (2018)
- Nessuno come noi, regia di Volfango De Biasi (2018)
- Non è vero ma ci credo, regia di Stefano Anselmi (2018)
- L'agenzia dei bugiardi, regia di Volfango De Biasi (2019)
- Va bene così, regia di Francesco Marioni (2021)
- La tana, regia di Beatrice Baldacci (2021)
- Beata te, regia di Paola Randi (2022)
- Un matrimonio mostruoso, regia di Volfango De Biasi (2023)
- Grazie ragazzi, regia di Riccardo Milani (2023)
- In fuga con Babbo Natale, regia di Volfango De Biasi (2023)
- 50 km all'ora, regia di Fabio De Luigi (2024)
- Un mondo a parte, regia di Riccardo Milani (2024)

### Televisione
- Chirurgia d'urgenza (La scelta di Laura, 2009) – serie TV (2008)
- Tutta la verità, regia di Cinzia TH Torrini – miniserie TV (2009)
- Tutti per Bruno – serie TV (2010)
- Il commissario Manara – serie TV, episodio 2x2, (2011)
- Cenerentola, regia di Christian Duguay – miniserie TV (2011)
- Fuoriclasse – serie TV, episodio 3x08 (2015)
- La dottoressa Giò – serie TV (2018)
- La guerra è finita, regia di Michele Soavi – miniserie TV (2020)
- Doc - Nelle tue mani – serie TV (2020-in corso)
- Fedeltà – serie Netflix, 2 episodi (2022)
- Bang Bang Baby – serie Prime Video, 2 episodi (2022)
- Le onde del passato – serie TV (2025)
- Maschi veri – serie Netflix, episodio 3 (2025)

### Cortometraggi
- Au pair, regia di Giulio La Monica (2008)
- Una fortuna da ricordare, regia di Rudy Di Giacomo (2011)

## Teatro
- Miseria e nobiltà di Eduardo Scarpetta, regia di Carlo Giuffré (2002)
- The exonerated di Jessica Blank ed Erik Jensen, regia di Tiziana Bergamaschi (2006)
- La filosofia nello spogliatoio ed altre scelleratezze, del Marchese de Sade, regia di Silvio Araclio (2006)
- La roccia di T. S. Eliot, regia di Pino Manzari, San Miniato (2006)
- La donna e il colonnello di Emmanuel Dongala, regia di Tiziana Bergamaschi (2007)
- Qualcosa di strano, testo e regia di Michele Righini (2007)
- Una serata con Peppino, regia di Mario Ferrero (2007)
- L'appartamento è occupato! (Le Squat) di Jean Marie Chevret, regia di Maurizio Panici, con Paola Gassman (2007)
- Sogno di una notte di mezza estate di William Shakespeare, regia di Maurizio Panici (2008)
- Pesche sciroppate di Alex Jones, regia di Andrea Baracco (2008)
- Whale Music di Anthony Minghella, regia di Massimiliano Farau (2008)
- Elisa Cruz di Vincenzo Manna, regia di Andrea Baracco (2009)
- Orizzonti di Marzia G. Lea Pacella, Luca Pizzurro, Claudio Storani, regia di Maurizio Panici (2009)
- Intrappolati nella commedia di Claudio Gregori, regia di Mauro Mandolini (2010)
- Processo a Gesù di Diego Fabbri, regia di Maurizio Panici, San Miniato (2010)
- Emoticon, testo e regia di Paolo Civati, Teatro Vittoria di Roma (2011)
- Trappola per topi di Agatha Christie, regia di Stefano Messina, Teatro Vittoria di Roma (2011)
- 2.24 di Pascual Carbonell e Jerónimo Cornelles. regia Gianluca Ramazzotti (2009)
- Rumori fuori scena di Michael Frayn, regia di Attilio Corsini, Teatro Vittoria di Roma (2012)
- La dodicesima notte di William Shakespeare, regia di Valentina Rosati, Teatro stabile delle Marche (2012)
- La tela del ragno di Agatha Christie, regia di Stefano Messina, Teatro Vittoria di Roma (2013)
- Assassinio sul Nilo di Agatha Christie, regia di Stefano Messina, Teatro Vittoria di Roma (2015)
- Niente è come sembra di Rosario Galli, regia di Gabriele Galli (2015)
- Corso involontario per l'uso di evidenti debolezze di Lorenzo Gioielli, regia di Virginia Franchi (2015)
- Odissea - da Omero a Dereck Walcott, adattamento e regia di Vincenzo Manna e Daniele Muratore, Teatro Vittoria di Roma (2015)
- Madame Bovary, da Gustave Flaubert, regia di Andrea Baracco (2016)
- Romeo e Giulietta di William Shakespeare, regia di Andrea Baracco, Estate teatrale veronese (2017)
- Finale di partita di Samuel Beckett, regia di Andrea Baracco, con Glauco Mauri (2017)
- Houses di Andrea Lolli, regia di Ferdinando Ceriani (2018)
- Neve di carta di Letizia Russo, regia di Elisa Di Eusanio e Daniele Muratore (2019)
- Le regole per vivere di Sam Holcroft, regia di Antonio Zavatteri, Teatro Ambra Jovinelli, (2019)
- 1223 Ultima fermata mattatoio, testo di Elisa Di Eusanio e Emiliano Merlin, regia di Elisa Di Eusanio (2022)
- L'uomo dei sogni, regia di Giampiero Rappa (2025)

## Riconoscimenti
- 2002 – Premio Salvo Randone
  - Migliore attrice emergente
- 2009 – Arcipelago Film Festival
  - Menzione speciale come miglior attrice per il cortometraggio Au Pair
- 2012 – Nastro d'argento
  - Candidatura al Nastro d'argento alla migliore attrice non protagonista per il film Good As You - Tutti i colori dell'amore
- 2013 – Golden Graal
  - Candidatura come migliore attrice per lo spettacolo Trappola per topi